# ヴィントナーメア
ヴィントナー・メア (Vintner Mare) とはサラブレッドの始祖の一頭で、17世紀後半に生きた競走馬、繁殖牝馬である。
ファミリーナンバー上では9号族の始祖に当たる。時代的にはチャールズ2世（在位1660-1685年）の統治下である。ジェネラルスタッドブックには、クロフツのメモとして「ワーキントンのカーウェン氏の持ち馬で、レースに使われる前は繁殖牝馬だったこと、当時の北部では最も良い良血馬で、同時に競走馬としても最良だった」と書かれている。また、ジェネラルスタッドブックは、おそらくバルブ馬やアラビア馬ではなく、イギリスで改良された馬であろうと推定している。また、カスバート・ロウスによれば、黒い牝馬で、カーウェンズアラビアン (Curwen's Arabian) の仔という。
繁殖牝馬としてはホワイトレギドローサーバルブ (White Legged Lowther Barb) 、パルラインズチェスナットアラビアン (Pulleine's Chesnut Arabian) との間に牝馬を残した。牝系子孫としては前者の方が重要である。

## 9号族の初期牝系
Vintner Mare (Curwen Arabian)  -- F-No.9
　White Legged Lowther Barb Mare (White Legged Lowther Barb)
　　Old Spot Mare (Old Spot)
　　│Mixbury（1704, Curwen Bay Barb）
　　│Curwen Bay Barb Mare (Curwen Bay Barb)
　　│　Bay Bolton Mare（1728, Bay Bolton）
　　│　│Crab Mare（Crab） -- F-No.9-c
　　│　│Sweepstakes Mare (Sweepstakes)  -- F-No.9-b
　　│Curwen Bay Barb Mare (Curwen Bay Barb)  -- F-No.9-a
　　　│Miss Jigg（1717, Jigg）
　　　│　Mab（1740, Crab） -- F-No.9-d
　　　│Partner（1718, Jigg）
　　　│Soreheels（Basto）
　　　│Little Scar（1724, Basto）
　　　│Basto Mare（1711, Basto）
　　　　│Crab（1722, Alcock Arabian）
　　　　│Blacklegs（1728, Flying Childers）
　　　　│Snip（1736, Flying Childers）
　　　　│Cyprus Arabian Mare（1720, Cyprus Arabian）→e,f,g,h分枝へ